# 天主教門格洛爾教區
天主教門格洛爾教区 （拉丁語：Dioecesis Mangalorensis）是羅馬天主教的一個教區，位於印度卡纳塔克邦南部和喀拉拉邦北部，面積5,924.26平方公里。受天主教班加罗尔总教区管轄。
1853年3月13日建立宗座代牧區。1886年9月1日升為教區。2012年有教友267,343名，由412名司鐸名管理112個堂區。現任教區主教為類思‧保祿‧德索薩。